# Friedrich Hermann Wolfhagen

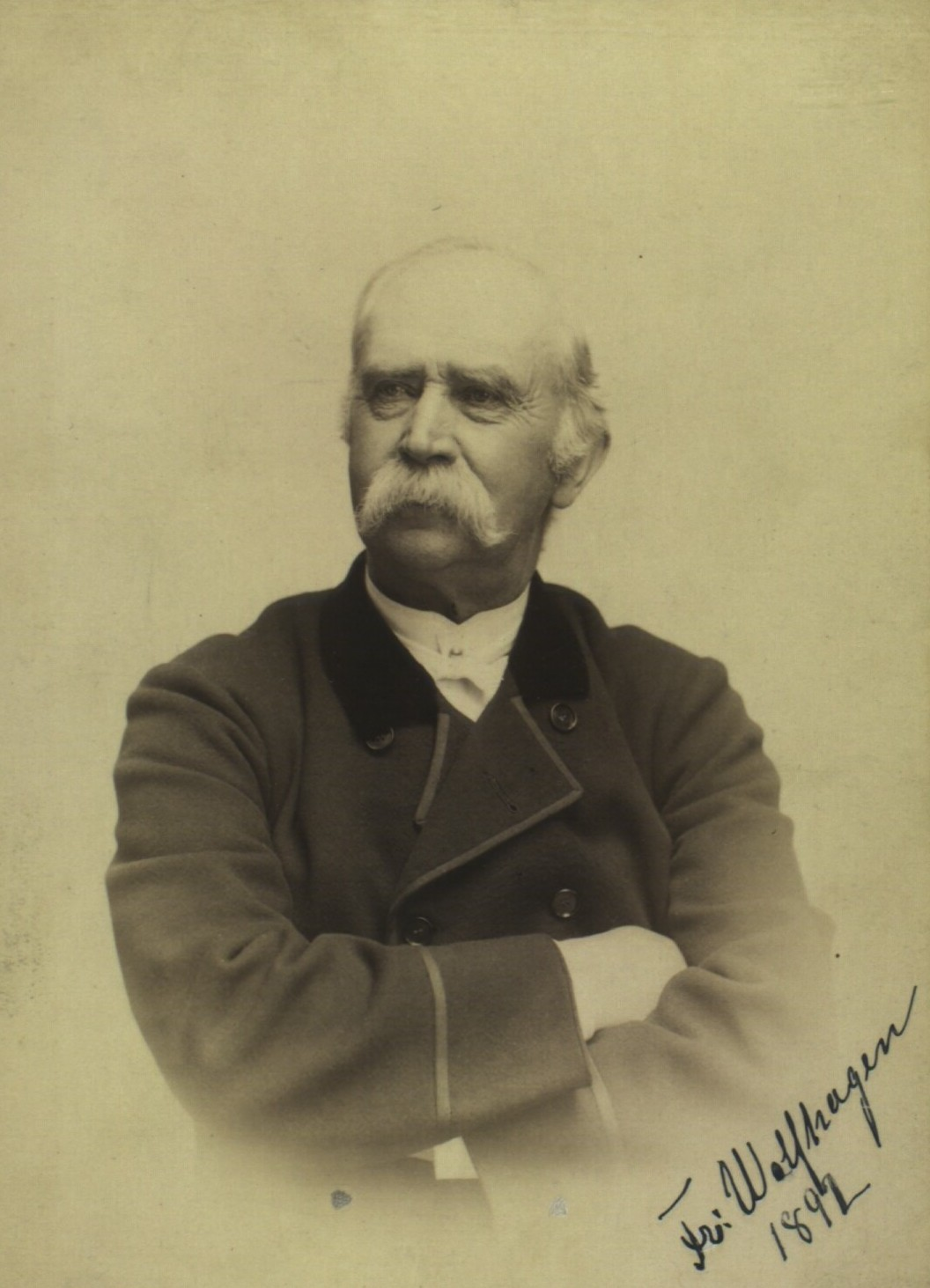
Friedrich Hermann Wolfhagen 1892.

Friedrich Hermann Wolfhagen, född den 3 augusti 1818 i Köpenhamn, död den 25 april 1894, var en dansk statsman. 
Wolfhagen var son till en slesvigsk ämbetsman i centraladministrationen, studerade i Köpenhamn och vid tyska universitet och avlade 1842 juridisk examen i Kiel. År 1848 blev han kanslist i det slesvig-holstenska kansliet och i april sekreterare under den nye regeringskommissarien i Slesvig. Han följde 1849 med Frederik Ferdinand Tillisch till Slesvig och blev i september samma år amtman i Flensborg Amt samt 1854 kammarherre. Wolfhagen valdes 1855 av de slesvigska ständerna til medlem av riksrådet och var juni 1856–december 1863 med ett kort avbrott minister för Slesvig, styrande i nationalliberal anda med sin departementschef, Regenburg, som bestämmande rådgivare. År 1864 valdes han i Nordslesvig till riksrådets landsting, men drog sig tillbaka redan i november samma år och tog därefter inte längre del i det offentliga livet. Däremot var Wolfhagen Danmarks generalkommissarie vid världsutställningarna i Wien 1873 och Paris 1878 samt direktör för blind- och dövstumsinstituten från 1884 ordförande i kommissionen om de dövstumma och mentalsjuka 1888–1891. År 1848 skrev han till Antislesvigholstenske Fragmenter en liten avhandling "om det slesvigske og holstenske Ridderskabs Socialnexus".